# Pavel Špoták
Pavel Špoták (Pozsony, 1920. november 14. – ?, 1987. február 18.) szlovák nemzetközi labdarúgó-játékvezető.

## Pályafutása

### Nemzetközi játékvezetés
A Csehszlovák labdarúgó-szövetség Játékvezető Bizottsága (JB) 1961-ben terjesztette fel nemzetközi játékvezetőnek, a Nemzetközi Labdarúgó-szövetség (FIFA) bíróinak keretébe. Több nemzetek közötti válogatott- és klubmérkőzést vezetett. A csehszlovák nemzetközi játékvezetők rangsorában, a világbajnokság-Európa-bajnokság sorrendjében többedmagával a 14. helyet foglalja el 2 találkozó szolgálatával. Az aktív nemzetközi játékvezetéstől 1970-ben búcsúzott.

#### Európa-bajnokság
Olaszországban az 1968-as labdarúgó-Európa-bajnokság döntő küzdelmeinek. Az előselejtezőkben
a 3. csoportban 1967. szeptember 6-án Turkuban, a Kupittaan Stadionban, 7793 néző előtt, a Finnország–Szovjetunió (2:5) mérkőzést vezette.
a 6. csoportban 1968. február 17-én Nicosiában, a GSP Stadionban, 8000 néző előtt,  Ciprus–Svájc (2:1) találkozót irányította. Vezetett mérkőzéseinek száma: 2.

##### Nemzetközi kupamérkőzések

###### Vásárvárosok kupája
A kupatorna 1955-től 1970-ig Vásárvárosok kupájaként (VVK) működött.
1962. június 17-én az UEFA JB felkérésére Budapesten, a Ferencváros–Juventus  (1:1) összecsapást koordinálta.